# 5762 (année hébraïque)
5762 (hébreu : ה'תשס"ב , abbr. : תשס"ב) est une année hébraïque qui a commencé à la veille au soir du 18 septembre 2001 et s'est finie le 6 septembre 2002. Cette année a compté 354 jours. Ce fut une année simple dans le cycle métonique, avec un seul mois de Adar. Ce fut la première année depuis la dernière année de chemitta.
En l'an 5762, l'État d'Israël a fêté ses 54 ans d'indépendance.

## Calendrier
Ce calendrier hébraïque de l'année 5762 donne les correspondances avec les dates du calendrier grégorien.
Le premier nombre dans chaque case correspond au jour du mois hébraïque. Les jours en couleurs sont des jours remarquables juifs ou israéliens.
| ◄◄ | 5762 | ►► |

## Événements
- Vol Siberia Airlines 1812
- Attentat du 27 mars 2002 à l'hôtel Park de Netanya
- Opération Rempart
- Attentat de l'université hébraïque de Jérusalem

## Décès
- Isaac Stern
- Rehavam Zeevi
- Stephen Jay Gould
- Chaïm Potok
- David Salem Shalom

5757 - 5758 - 5759 - 5760 - 5761 - 5762 - 5763 - 5764 - 5765 - 5766 - 5767